# 한국인지과학회
한국인지과학회는 인지과학에 관한 학문적 기반과 기술을 발전 보급시키고 회원 상호간의 친목 도모를 목적으로 1990년 7월 9일 설립허가된 대한민국 미래창조과학부 소관의 사단법인이다. 사무실은 서울특별시 관악구 관악로 1 (신림동, 서울대학교)에 있다.